# Motion (The Cinematic Orchestra)
Motion è il primo album in studio del gruppo musicale britannico The Cinematic Orchestra, pubblicato nel 1999.

## Tracce
1. Durian – 7:00
2. Ode to the Big Sea – 5:42
3. Night of the Iguana – 13:21
4. Channel 1 Suite – 5:50
5. BlueBirds – 5:06
6. And Relax! – 4:55
7. Diabolus – 9:15

## Formazione
- Tom Chant - sassofono alto, sassofono soprano, piano
- Jamie Coleman - flicorno, tromba
- Phil France - basso acustico, basso elettrico
- T. Daniel Howard - batteria
- Alex James - piano
- Saidi Kanba - percussioni